# Список дипломатических миссий Турецкой Республики Северного Кипра

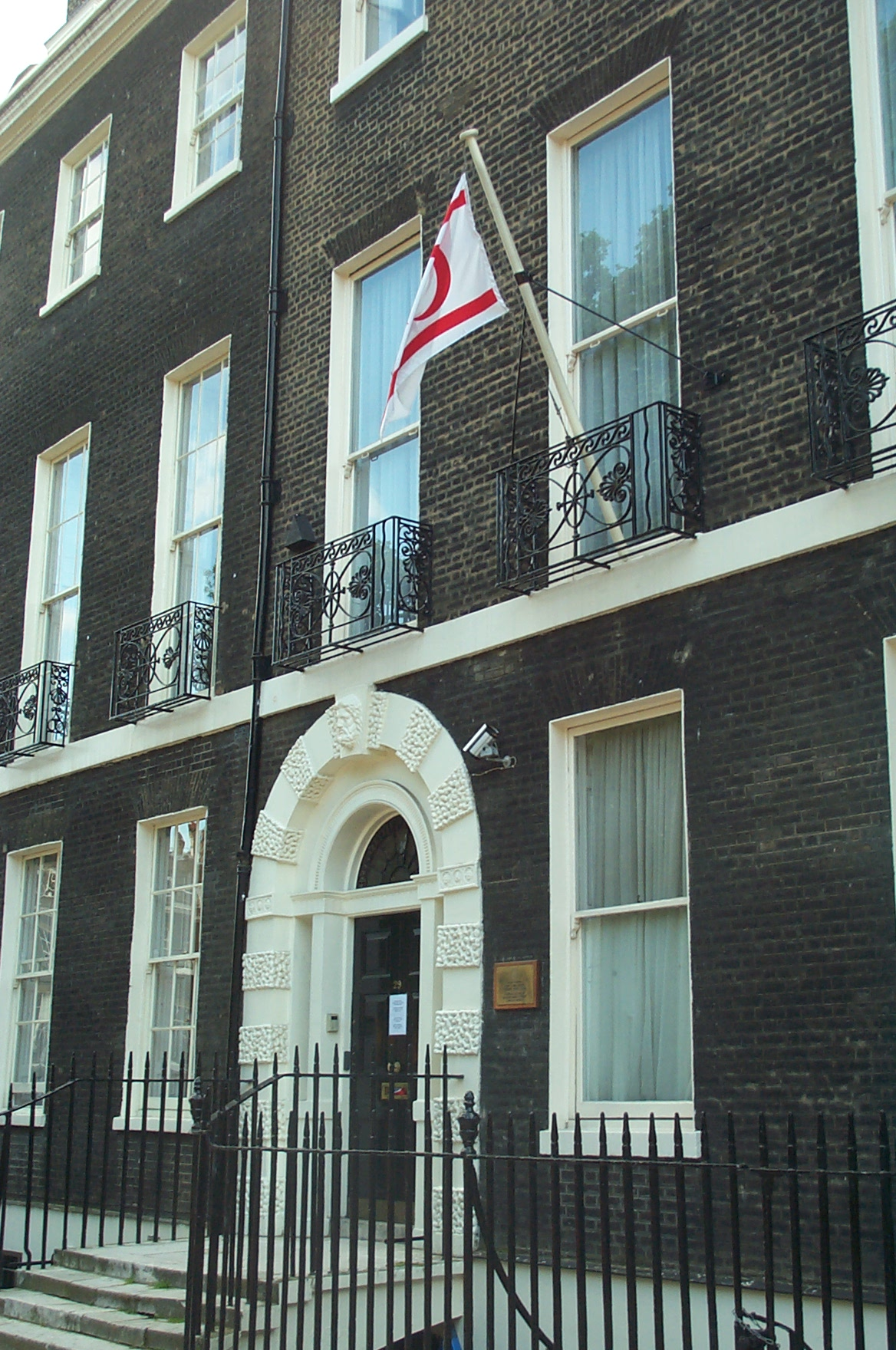
Представительство Турецкой Республики Северного Кипра

Турецкая Республика Северного Кипра (ТРСК) признана только Турцией и частично признанной Абхазией, и имеет только одно посольство, а также четыре консульства с признанием де-юре. Тем не менее, власти ТРСК открыли представительства и в других странах, которые, несмотря на юридический статус, фактически выполняют функции посольств.

## Европа
- - Баку (Представительство)
- - Лондон (Представительство)
- - Рим (Представительство)

## Северная Америка
- - Вашингтон (Представительство)

## Азия
- - Бишкек (Экономический и туристический офис)
- - Исламабад (Представительство)
- - Доха (Представительство)
- - Маскат (Представительство)
- - Анкара (Посольство)
  - Стамбул (Генеральное консульство)
  - Измир (Консульство)
  - Мерсин (Консульство)
- - Абу-Даби (Представительство)